# Identified
Identified er andet studiealbum fra Vanessa Hudgens. Det blev udgivet i USA 1. juli 2008.

## Numre
| #   | Titel                         | Længde |
| --- | ----------------------------- | ------ |
| 1.  | "Last Night"                  | 3:10   |
| 2.  | "Identified"                  | 3:21   |
| 3.  | "First Bad Habit"             | 3:02   |
| 4.  | "Hook It Up"                  | 2:52   |
| 5.  | "Don't Ask Why"               | 3:10   |
| 6.  | "Sneakernight"                | 2:59   |
| 7.  | "Amazed" (featuring Lil Mama) | 2:59   |
| 8.  | "Don't Leave"                 | 3:08   |
| 9.  | "Paper Cut"                   | 2:48   |
| 10. | "Party on the Moon"           | 3:50   |
| 11. | "Did It Ever Cross Your Mind" | 3:10   |
| 12. | "Gone with the Wind"          | 3:28   |